# Repolaryzacja
Repolaryzacja – proces odwrotny do depolaryzacji. Zespół zjawisk fizykochemicznych następujący po przejściu impulsu nerwowego, przywracający polaryzację błony komórkowej, czyli różnicę potencjału elektrycznego (potencjał spoczynkowy) między jej zewnętrzną a wewnętrzną powierzchnią. Wewnątrz komórki ładunek staje się ujemny, a na zewnątrz dodatni. Istotny jest w tym procesie ruch jonów sodu z wnętrza komórki na zewnątrz, a jonów potasu w przeciwnym kierunku.

Przeczytaj ostrzeżenie dotyczące informacji medycznych i pokrewnych zamieszczonych w Wikipedii.